# Yevgueni Postnikov
Yevgueni Ivanóvich Postnikov (en ruso Евгений Иванович Постников), (Stary Oskol, 16 de abril de 1986) es un futbolista kazajo nacido en Rusia que juega de defensa central en el FC Astana de la Liga Premier de Kazajistán. Es internacional con la selección de fútbol de Kazajistán.

## Carrera internacional
Nacido en Rusia, Postnikov, decidió jugar para la selección de fútbol de Kazajistán, tras nacionalizarse kazajo. Debutó con la selección kazaja el 23 de marzo de 2018, en la victoria de su combinado nacional por 2-3 frente a la selección de fútbol de Hungría.
En septiembre de 2018 fue convocado, además, para los primeros partidos de la Liga de las Naciones de la UEFA 2018-19.

## Clubes
| Club                           | País        | Año         |
| ------------------------------ | ----------- | ----------- |
| FC Dinamo Moscú                | Rusia       | 2004 - 2005 |
| FC Daugava                     | Letonia     | 2006 - 2007 |
| FC Metallurg-Oskol Stary Oskol | Rusia       | 2008 - 2009 |
| FC Torpedo                     | Rusia       | 2009 - 2010 |
| FK Ventspils                   | Letonia     | 2010 - 2011 |
| Shakhtyor Soligorsk            | Bielorrusia | 2012 - 2013 |
| FC Astana                      | Kazajistán  | 2014 - Act. |
| FK Ventspils (cedido)          | Letonia     | 2016        |

## Palmarés

### Ventspils
- Virslīga (1): 2011
- Copa de Letonia (1): 2011

### Astana
- Liga Premier de Kazajistán (4): 2014, 2015, 2016, 2017
- Supercopa de Kazajistán (1): 2015